# Colt Island
Colt Island är en ö i republiken Irland.   Den ligger i provinsen Leinster, i den nordöstra delen av landet, 30 km norr om huvudstaden Dublin.